# Manołsko Konare
Manołsko Konare (bułg. Манолско Конаре) – wieś w południowej Bułgarii, w obwodzie Płowdiw, w gminie Marica. Według danych Narodowego Instytutu Statystycznego, 31 grudnia 2011 roku wieś liczyła 705 mieszkańców.